# Heliosciurus mutabilis
Heliosciurus mutabilis là một loài động vật có vú trong họ Sóc, bộ Gặm nhấm. Loài này được Peters mô tả năm 1852.